# 吉良義堯
吉良 義堯（きら よしたか、生没年不詳）は、戦国時代の武将。三河西条吉良氏（上吉良）6代。幼名は珍王丸、通称は三郎。左兵衛佐と称す。妻は後藤平太夫の娘とされてきたが実際は側室であったと推定され、今川氏親と寿桂尼の長女である徳蔵院殿が正室と考えられている。子は義郷、義安、義昭。
吉良義元の嫡男として生まれる。父義元が家督を継ぐことなく永正13年（1516年）以前に没したため、同年10月4日、祖父吉良義信から家督を譲られる。
永正16年（1519年）に元服。同年10月14日、将軍足利義稙に対し元服の礼物を献上しているが、これが京都における西条吉良氏の消息の最後である。この直後、義稙が失脚し京都を追われたため、祖父義信の頃から義稙派であった西条吉良氏は、京都での立場を失い、吉良荘に戻り領国経営に専念したと思われる。
遠江国浜松荘（静岡県浜松市）は南北朝時代から吉良氏の領地であったが、駿河今川氏の侵攻に遭い、代官である大河内貞綱・巨海道綱兄弟は斯波氏と結んで、これに対抗していた。これに対して前代官の飯尾賢連は今川氏の助けを借りて復権を図ろうとする。義堯が家督を継いで間もない永正14年（1517年）8月19日、今川氏親により拠点である引馬城を落とされて大河内兄弟は揃って戦死、引馬城に復帰した飯尾賢連は今川氏親の家臣に転じたために吉良氏は遠江の所領を失うこととなった。ただし、前述のように、その後今川氏と和睦をして氏親の長女が義堯の正室になっている。その背景として、本来吉良氏の分家である今川氏にとって吉良氏は格上の存在であり、婚姻関係を結ぶことで、今川氏による吉良氏の従属の事実（いわば「下剋上」）を曖昧にする目的があったとされている。
法名は乾福院殿通山是公大居士。